# Принцип максиміну
Принцип максиміну — принцип оптимальної поведінки гравців у теорії ігор.
Принцип максиміну полягає в намаганні максимізувати мінімальний виграш, має особливо велике значення в антагоністичних іграх, в яких призводить до отримання першим гравцем значення гри.
Слідуючи принципу максиміну, гравці часто вимушені застосовувати змішані стратегії.
Крите́рій Вальда використовується у задачах прийняття рішень.  
Нехай {\displaystyle u(x,s)} є функція рішень, визначена на {\displaystyle X\times S}, де {\displaystyle X} — множина альтернатив, {\displaystyle S} — множина станів, тоді використання цього критерію означає вибір найкращого рішення у найгіршій (і можливій) ситуації.
Множина оптимальних рішень:
{\displaystyle X_{opt}=\arg \max _{x\in X}\min _{s\in S}u(x,s)}
Для дискретного випадку (коли замість поверхні рішень {\displaystyle u(x,s)} фігурує матриця рішень 
{\displaystyle \mathbf {U} =(u_{kj})_{M\times N}}), то {\displaystyle X_{opt}}  матиме  вигляд:
{\displaystyle X_{opt}=\arg \max _{x_{k},k={\overline {1,M}}}\min _{j={\overline {1,N}}}u_{kj}}
де {\displaystyle u(x,s)}  — функція рішень, визначена на {\displaystyle X\times S}, де {\displaystyle X} — множина альтернатив, {\displaystyle S} — множина станів.
Зауваження — якщо матриця рішень (функція рішень) характеризує збитки або втрати, то цей критерій використовується як мінімаксний.
Наприклад:
{\displaystyle \mathbf {U} ={\begin{pmatrix}6&8&2&4\\3&7&3&5\\7&5&1&4\\4&2&5&7\\6&3&2&8\end{pmatrix}}}
{\displaystyle X_{opt}=\arg \max _{x_{k},k={\overline {1,5}}}\{2,\{3,3\},1,2,2\}=\{x_{2}\}}